# CDR1
CDR1 (англ. Cerebellar degeneration related protein 1) – білок, який кодується однойменним геном, розташованим у людей на X-хромосомі. Довжина поліпептидного ланцюга білка становить 262 амінокислот, а молекулярна маса — 31 279.
| 10         |  | 20         |  | 30         |  | 40         |  | 50         |
| ---------- |  | ---------- |  | ---------- |  | ---------- |  | ---------- |
| MAWLEDVDFL |  | EDVPLLEDIP |  | LLEDVPLLED |  | VPLLEDTSRL |  | EDINLMEDMA |
| LLEDVDLLED |  | TDFLEDLDFS |  | EAMDLREDKD |  | FLEDMDSLED |  | MALLEDVDLL |
| EDTDFLEDPD |  | FLEAIDLRED |  | KDFLEDMDSL |  | EDLEAIGRCG |  | FSGRHGFFGR |
| RRFSGRPKLS |  | GRLGLLGRRG |  | FSGRLGGYWK |  | TWIFWKTWIF |  | WKTWIFRKTY |
| IGWKTWIFSG |  | RCGLTGRPGF |  | GGRRRFFWKT |  | LTDWKTWISF |  | WKTLIDWKTW |
| ISFWKTLIDW |  | KI         |  |            |  |            |  |            |

A: Аланін

C: Цистеїн

D: Аспарагінова кислота

E: Глутамінова кислота

F: Фенілаланін

G: Гліцин

H: Гістидин

I: Ізолейцин

K: Лізин

L: Лейцин

M: Метіонін

N: Аспарагін

P: Пролін

R: Аргінін

S: Серин

T: Треонін

V: Валін

W: Триптофан